# Tratado de Comércio de Armas Convencionais

Países que já assinaram (amarelo) e ratificaram o tratado (verde).

O Tratado de Comércio de Armas Convencionais (TCAC) é um tratado entre Estados soberanos, em vigor desde 2014, que regula o comércio internacional de armas convencionais.

## Histórico
O tratado foi negociado em uma conferência global sob os auspícios das Nações Unidas em julho de 2012, em Nova York. Como não foi possível chegar a um acordo sobre um texto final, uma nova conferência foi estabelecida em março de 2013. Na votação na Assembleia-Geral da ONU, em 2 de abril de 2013, o tratado foi aprovado pela maioria, com votos contrários somente de Coreia do Norte, Irã e Síria.
Embora até o final de setembro de 2013 tenha sido assinado por 112 países, o tratado só entrará em vigor até que tenha sido ratificado por 50 estados e a partir daí entrará em vigor 90 dias depois.

## Conteúdo
O TCAC estabelece normas para todas as transferências internacionais de armas convencionais, desde armamento de pequeno porte até tanques e helicópteros de ataque. Também estabelecerá requisitos de cumprimento obrigatório pelos Estados para revisão de contratos de armas exportadas, de modo a garantir que as armas não sejam usadas em violações de direitos humanos e da legislação humanitária, terrorismo ou crime organizado.